# Nascia acutellus
Nascia acutellus är en fjärilsart som beskrevs av Walker 1866. Nascia acutellus ingår i släktet Nascia och familjen Crambidae. Inga underarter finns listade i Catalogue of Life.